# Quinto Quincio
Quinto Quincio Cincinato (en latín Quintus Quinctius Cincinnatus) tribuno consular en el año 369 a. C.